# تیبور بندک
تیبور بندک (به مجاری: Benedek Tibor) (زادهٔ ۱۲ ژوئیه ۱۹۷۲ – درگذشته ۱۸ ژوئن ۲۰۲۰) ورزشکار مرد رشتهٔ واترپلو اهل مجارستان بود. وی در بین سال‌های ‎۲۰۰۰ تا ۲۰۰۸ میلادی در مسابقات بازی‌های المپیک تابستانی در مجموع ۳ مدال طلا را کسب کرد.